# Cremitz
Cremitz war ein Gemeindeteil der Stadt Gefrees im Landkreis Münchberg (Oberfranken, Bayern).

## Geografie
Das ehemalige Dorf lag auf einer Höhe von 512 m ü. NHN am Südhang des Putzenbergs (597 m ü. NHN) mit dem Luitpolddenkmal. Im Norden floss der Kornbach, ein linker Zufluss des Lübnitzbachs. Eine Straße, die jetzige Staatsstraße 2180 führte nach Gefrees (0,4 km nordwestlich) bzw. nach Knopfhammer (2,4 km östlich). Heute ist der Ort in einem Neubaugebiet von Gefrees aufgegangen.

## Geschichte
Gegen Ende des 18. Jahrhunderts bestand Cremitz aus drei Anwesen. Die Hochgerichtsbarkeit stand dem bayreuthischen Stadtvogteiamt Gefrees zu. Das Amt Stein war Grundherr der drei Halbhöfe.
Von 1797 bis 1810 unterstand Cremitz dem Justiz- und Kammeramt Gefrees. Infolge des Ersten Gemeindeedikts wurde Cremitz dem 1812 gebildeten Steuerdistrikt Metzlersreuth und der zugleich entstandenen Munizipalgemeinde Gefrees zugewiesen.

### Einwohnerentwicklung
| Jahr      | 001812 | 001819 | 001861 | 001871 | 001885 | 001900 | 001925 | 001950 | 001961 |
| Einwohner | 23     | 23     | 20     | 22     | 23     | 15     | 133    | *      | *      |
| Häuser    | 3      |        |        |        | 4      | 2      | 18     | *      | *      |
| Quelle    | [ 4 ]  | [ 7 ]  | [ 8 ]  | [ 9 ]  | [ 10 ] | [ 11 ] | [ 12 ] | [ 13 ] | [ 14 ] |

## Religion
Cremitz ist seit der Reformation evangelisch-lutherisch geprägt und bis heute nach St. Johannes der Täufer (Gefrees) gepfarrt.